# Homestead (Missouri)
Homestead è un villaggio degli Stati Uniti d'America, situato nello Stato del Missouri, nella contea di Ray.